# Lake City (Carolina del Sud)
Lake City és una població dels Estats Units a l'estat de Carolina del Sud. Segons el cens del 2000 tenia 6.478 habitants.

## Demografia
Segons el cens del 2000, Lake City tenia 6.478 habitants. La densitat de població era de 526,6 habitants/km².
Per edats la població es repartia de la següent manera: un 29,7% tenia menys de 18 anys, un 9,5% entre 18 i 24, un 25,8% entre 25 i 44, un 21,5% de 45 a 60 i un 13,5% 65 anys o més.
L'edat mediana era de 34 anys. Per cada 100 dones de 18 o més anys hi havia 71,4 homes.
La renda mediana per habitatge era de 22.534$ i la renda mediana per família de 32.111$. Els homes tenien una renda mediana de 26.316$ mentre que les dones 19.679$. La renda per capita de la població era de 14.452$. Entorn del 26,9% de les famílies i el 31,6% de la població estaven per davall del llindar de pobresa.

## Poblacions més properes
El següent diagrama mostra les poblacions més properes.